# Santa Cruz de la Sierra (Espagne)
Pour les articles homonymes, voir Santa Cruz de la Sierra (homonymie) et Santa Cruz.
Santa Cruz de la Sierra est une commune d’Espagne, dans la province de Cáceres, communauté autonome d'Estrémadure.

## Démographie
Evolution démographique de la commune de 1900 à 2010 :